# Alexandria Ocasio-Cortez
Alexandria Ocasio-Cortez (Nueva York, 13 de octubre de 1989), también conocida por sus iniciales AOC, es una política estadounidense de ascendencia puertorriqueña, representante del socialismo democrático estadounidense. Ha sido la representante de Estados Unidos por el 14.º distrito congresual de Nueva York desde 2019, como miembro del Partido Demócrata.
El 26 de junio de 2018, Ocasio-Cortez obtuvo reconocimiento nacional al ganar las elecciones primarias del Partido Demócrata para el 14.º distrito congresual de Nueva York. Derrotó al presidente del grupo demócrata de la Cámara de Representantes, Joe Crowley, que llevaba 10 mandatos en el cargo, en lo que se consideró como la mayor sorpresa en las primarias de las elecciones intermedias de 2018. Ganó fácilmente las elecciones generales de noviembre, derrotando al republicano Anthony Pappas. Fue reelegida en las elecciones de 2020, 2022 y 2024.
Con 35 años, Ocasio-Cortez es la mujer más joven en ocupar un escaño en el Congreso de los Estados Unidos. Se la conoce por su notable presencia en las redes sociales en comparación con sus compañeros del Congreso. Ocasio-Cortez estudió en la Universidad de Boston, donde se graduó cum laude con una doble especialización en Relaciones Internacionales y Economía. Anteriormente fue activista y trabajó como camarera y barman antes de presentarse como candidata para el Congreso en 2018.
Junto con Rashida Tlaib, Ocasio-Cortez fue la primera mujer miembro de los Socialistas Democráticos de América (DSA) en ser elegida para el Congreso. Defiende una plataforma progresista que incluye el apoyo a la democracia en el lugar de trabajo, Medicare para todos, universidades públicas gratuitas, una garantía federal de empleo, un nuevo pacto verde y la abolición del Servicio de Control de Inmigración y Aduanas de Estados Unidos (ICE).

## Primeros años
Nació en El Bronx, Nueva York, el 13 de octubre de 1989, hija de Blanca Cortez y Sergio Ocasio. Su padre, un arquitecto de ascendencia puertorriqueña, nacido en el Bronx, mientras que su madre nació en Puerto Rico. Hasta los cinco años, vivió con su familia en un departamento en el barrio de Parkchester, El Bronx. Su familia se mudó a una casa en Yorktown Heights, un suburbio en el condado de Westchester. Durante su infancia visitó con frecuencia a su familia en El Bronx.
Ocasio-Cortez estudió en Yorktown High School, graduándose en 2007, donde ganó el segundo premio en la Feria Internacional de Ciencia e Ingeniería de Intel (Intel International Science and Engineering Fair) con un proyecto de investigación sobre el efecto de los antioxidantes en el ciclo de vida de la Caenorhabditis elegans y a partir de ello la Unión Astronómica Internacional nombró un pequeño asteroide en su honor: 23238 Ocasio-Cortez. Ocasio-Cortez participó en la sesión legislativa juvenil Lorenzo de Zavala (LDZ) del National Hispanic Institute. Después, mientras estudiaba en la Universidad de Boston, se convirtió en la secretaria de estado de la LDZ y obtuvo la beca de prácticas John F. López. En 2008, en su segundo año de universidad, su padre murió de cáncer de pulmón. Durante la universidad, fue becaria en la oficina de inmigración del senador Ted Kennedy. Se graduó cum laude de la Universidad de Boston en 2011 con una licenciatura en relaciones internacionales y economía.
Ocasio-Cortez ha calificado a sus orígenes como de clase obrera, con los que relaciona muchas de sus posiciones políticas. Cuando su padre falleció sin testamento, se vio implicada en una larga batalla legal para gestionar su herencia. Ha declarado que esta experiencia la ayudó a aprender «de primera mano como los abogados designados por el tribunal para administrar una herencia pueden enriquecerse a costa de las familias con dificultades para entender la burocracia».
En febrero de 2021, a raíz del recuento de los sucesos en el Asalto al Capitolio de los Estados Unidos de 2021 Ocasio-Cortez reveló que es una superviviente de una violación.

## Inicio de su carrera
Tras la universidad, Ocasio-Cortez se mudó de nuevo al Bronx, mientras trabajaba en un bar en Manhattan y en una taquería de camarera. Su madre, mientras tanto, limpiaba casas y conducía autobuses escolares. Tras el fallecimiento de su padre, Ocasio-Cortez y su madre lucharon para impedir la ejecución de hipoteca de su casa. Con apoyo financiero de la incubadora de empresas Sunshine Bronx, estableció una empresa editorial, Brook Avenue Press, especializada en literatura infantil que representa el Bronx de una manera positiva. Trabajó como estratega principal de educación en GAGEis, Inc. También fue educadora en la ONG National Hispanic Institute, donde fue la directora de educación del Northeast Collegiate World Series de 2017, donde participó en un panel sobre liderazgo latino.

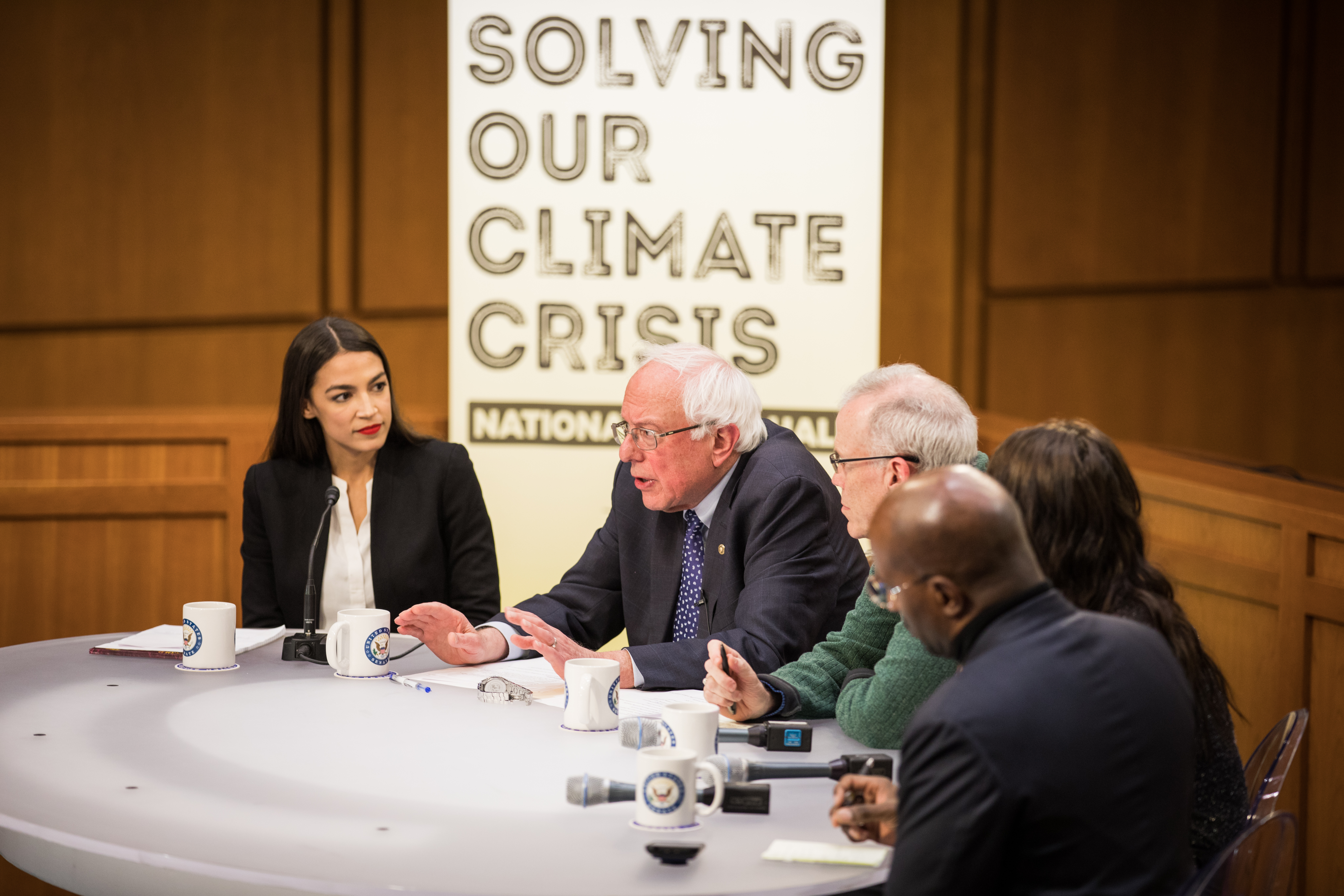
Ocasio-Cortez y Bernie Sanders en diciembre de 2023

En las elecciones primarias de 2016, Ocasio-Cortez fue organizadora de la campaña presidencial de Bernie Sanders. Después de las elecciones generales, viajó por EE. UU. en coche, visitando lugares como Flint, Michigan, y la reserva Standing Rock, hablando con personas afectadas por las violaciones de derechos humanos de la crisis del Agua en Flint y el Oleoducto Dakota Access. En una entrevista, recordó su visita a Standing Rock como un punto de inflexión, diciendo que antes sentía que la única forma efectiva de presentar una candidatura política era disponiendo de riqueza, influencia social y poder. Pero su visita a Dakota del Norte, donde vio a otros «poniendo todas sus vidas y todo lo que tenían en juego para proteger a su comunidad», la inspiró a empezar a trabajar para su comunidad.

## Posiciones políticas
Ocasio-Cortez es progresista y miembro de Socialistas Democráticos de América. Defiende el feminismo, la sanidad universal y el programa de trabajo Jobs Guarantee, aboga por acabar con la privatización de las cárceles, por quitarle fondos a la policía y por el acceso a una universidad pública y gratuita; es favorable a políticas de control de las armas de fuego. Es crítica con la política exterior de Israel, calificó la muerte de los manifestantes palestinos en la frontera de Gaza de 2018 como «una masacre». Apoya la abolición del ICE (Servicio de Inmigración y Control de Aduanas de Estados Unidos) y sostiene que la agencia estaría empleando centros de detención clandestinos. Ha impulsado, asimismo, un Green New Deal medioambiental.
Tras el intento de Golpe de Estado de los partidarios de Jair Bolsonaro en Brasil, pidió la extradición del expresidente brasileño que se encontraba en aquellos momentos en Florida.
El 11 de septiembre de 2023 condenó la posición de los Estados Unidos ante en el golpe Golpe militar en chile a Salvador Allende en 1973, en el marco del 50° aniversario de dicho acontecimiento. Ella se mostró admiradora del líder socialista chileno. Posteriormente, expresó qué la situación económica en Venezuela es producto a las sanciones de Estados Unidos, y aunque no es simpatizante del gobierno de Cuba, está en contra del embargo a ese país.

### Filmografía
- Rachel Lears (directora) (2019). A la conquista del congreso. Jubilee Films,Atlas Films y Artemis Rising. (86 min)